# Гонсалес Браво, Луис
Луис Гонсалес Браво (исп. Luis González Bravo y López de Arjona; 1811—1871) — испанский дипломат и государственный деятель.

## Биография
Луис Гонсалес Браво родился 8 июля 1811 года в городе Кадисе. Учился в Университете Алькалы.
Получив образование, имел адвокатскую практику в городе Мадриде. Был сначала ярым противником регентства и королевы Христины и издавал революционную «Il Guirigay»; но, выбранный в 1842 году в кортесы, примкнул к партии умеренных либералов и вскоре стал её лидером.
После падения генерала Бальдомеро Эспартеро, Гонсалес (5 декабря 1843 года) был назначен на должность председателя Совета министров, но пробыл на этом посту недолго; 3 мая 1844 года это место занял генерал Рамон Мария Нарваэс.
В 1844 году Луис Гонсалес Браво был назначен посланником в столицу Португалии город Лиссабон.
В министерстве Нарваэса он был в 1864—1865 и в 1866—1868 гг. министром внутренних дел, а после смерти Нарваэса (1868) вновь стал главой кабмина, все более и более склоняясь на сторону консервативной партии.
Его строгие меры против либералов были причиной не только его падения, но и падения королевы Изабеллы. После вспыхнувшей в сентябре 1868 года Славной революции он бежал во Францию, где и прожил остаток жизни, примкнув впоследствии к карлистам.
Луис Гонсалес Браво умер 1 сентября 1871 года в городке Биарриц на Серебряном берегу.